# Кузнецов, Сергей Андреевич
Сергей Андреевич Кузнецов (1946—2007) — советский игрок в хоккей с мячом.

## Карьера
Воспитанник люберецкого хоккея с мячом. В 1963-65 годах играл за местное «Торпедо». В 1965/66 году играл в составе красногорского «Труда».
Основную часть своей карьеры провёл в Хабаровске в составе армейского клуба. С 1966 по 1977 год провёл 242 игры.
Мастер спорта (1968).
Умер в Хабаровске в 2007 году.

## Достижения
Серебряный призёр чемпионата СССР — 1970 

 Бронзовый призёр чемпионатов СССР — 1968, 1969, 1972
Дважды (1968, 1969 гг.) включался в списки лучших игроков страны